# قطار سریع‌السیر اروپا (فیلم)
قطار سریع‌السیر اروپا (فرانسوی: Trans-Europ-Express‎) یک فیلم تجربی دلهره‌آور و اروتیک به کارگردانی آلن رب-گریه محصول سال ۱۹۶۶ است. از بازیگران آن می‌توان به ژان لویی ترنتینیان، مری-فرانس پیزیه و دنیل امیلفورک اشاره کرد.
رابرت مک‌کی منتقد سینما قطار سریع‌السیر اروپا را از جمله فیلم‌های «بی‌پیرنگ» می‌داند که داستانی را تعریف نمی‌کنند.